# Edin Višća
Edin Višća, né le 17 février 1990 à Olovo (RFS de Yougoslavie, aujourd'hui en Bosnie-Herzégovine), est un footballeur international bosnien. Pouvant évoluer au poste d'ailier ou d'arrière droit, il joue actuellement pour Trabzonspor, dans le championnat de Turquie.
Višća fait ses premiers pas dans le monde professionnel dans les clubs bosniaques de Budućnost Banovići puis du Željezničar Sarajevo entre 2007 et 2011. Il rejoint le club turc de l'İstanbul Başakşehir au mercato d'été 2011. Višća s'impose rapidement en tant que titulaire et reste au club malgré la descente en seconde division à l'issue de sa deuxième saison. Fort d'un titre dans l'antichambre turque en 2014, Višća retrouve l'élite et en devient l'un des joueurs phares au fil des saisons. Il est trois saisons de suite, entre 2018 et 2020, meilleur passeur du championnat et le remporte en 2020. En 2022, Višća signe à Trabzonspor après plus de dix saisons à Başakşehir où il remporte deux titres et quitte le club meilleur buteur de son histoire avec 110 réalisations.
Sur le plan international, Višća représente la Bosnie-Herzégovine et participe à la première Coupe du monde de l'histoire de son pays en 2014. Il prend sa retraite internationale en 2021.

## Biographie

### Carrière en club
Višća commence sa carrière en septembre 2007 dans le club bosniaque du Budućnost Banovići. En 2010, il rejoint le Željezničar Sarajevo.
En 2011, Višća rejoint l'İstanbul Başakşehir. Rapidement, il devient un élément clé de l'effectif. À l'issue de la saison 2012-2013, le club turc est relégué en 1. Lig. İstanbul remonte néanmoins au bout d'une saison en remportant le championnat, aidé par dix buts et autant de passes décisives de Višća. 
Il réalise une bonne saison 2015-2016 en marquant dix-sept buts en championnat. En 2017, il atteint la finale de la Coupe de Turquie, perdue face au Konyaspor. Višća est sacré meilleur passeur lors de la saison 2017-2018 en délivrant quinze passes.
Il est nommé dans l'équipe-type de la saison 2018-2019 de la Süper Lig et est élu joueur de l'année.
Višća devient champion de Turquie à l'issue de la saison 2019-2020, une première dans l'histoire de Başakşehir.
Le 5 janvier 2022, le Trabzonspor, alors leader du championnat turc, annonce la signature de Višća pour trois ans et demi pour un montant estimé entre 3,5 et 4 millions d'euros. Le Bosniaque quitte ainsi Başakşehir après près de onze ans passé au club où il joue 398 matchs et inscrit 110 buts, remportant le championnat en 2020 et devenant le meilleur buteur de l'histoire du club.
Višća est titulaire dès son premier match le 15 janvier 2022 contre Sivasspor lors d'un nul 1-1 comptant pour la 21e journée de Süper Lig et s'illustre en étant le joueur ayant le plus couru sur le terrain. Il inscrit son premier but huit jours plus tard qui donne la victoire aux siens sur le score de 1-2 à Galatasaray.

### Carrière en sélection
Le 10 décembre 2010, Višća honore sa première sélection avec l'équipe de Bosnie-Herzégovine en étant titularisé contre la Pologne (2-2). De 2010 à 2013, il est néanmoins peu appelé en raison de sa présence chez les espoirs bosniaques.
Višća est convoqué par Safet Sušić pour disputer la Coupe du monde 2014 au Brésil, la première de l'histoire pour son pays. Peu utilisé, il voit les siens être éliminés dès les phases de poules. 
En juin 2018, Višća réalise un triplé contre la Corée du Sud en amical, offrant à sa sélection une victoire 1-3. Il annonce sa retraite internationale en mai 2021, après avoir marqué 10 buts en 55 capes.

## Statistiques
Le tableau ci-dessous récapitule les statistiques d'Edin Višća lors de sa carrière.

| Saison                | Club                  | Championnat           | Championnat | Championnat | Championnat | Coupe(s) nationale(s) | Coupe(s) nationale(s) | Coupe(s) nationale(s) | Supercoupe | Supercoupe | Supercoupe | Compétition(s) continentale(s) | Compétition(s) continentale(s) | Compétition(s) continentale(s) | Compétition(s) continentale(s) | Bosnie-Herzégovine | Bosnie-Herzégovine | Bosnie-Herzégovine | Total | Total | Total |
| Saison                | Club                  | Division              | M.          | B.          | P.d.        | M.                    | B.                    | P.d.                  | M.         | B.         | P.d.       | Comp.                          | M.                             | B.                             | P.d.                           | M.                 | B.                 | P.d.               | M.    | B.    | P.d.  |
| 2009-2010             | Željezničar Sarajevo  | D1                    | 11          | 2           | -           | 3                     | 2                     | -                     | -          | -          | -          | -                              | -                              | -                              | -                              | -                  | -                  | -                  | 14    | 4     | 0     |
| 2010-2011             | Željezničar Sarajevo  | D1                    | 27          | 9           | 3           | 6                     | 0                     | -                     | -          | -          | -          | C1                             | 2                              | 0                              | 0                              | 1                  | 0                  | 0                  | 36    | 9     | 3     |
| 2011-2012             | Željezničar Sarajevo  | D1                    | 1           | 0           | 0           | -                     | -                     | -                     | -          | -          | -          | C3                             | 3                              | 0                              | 0                              | -                  | -                  | -                  | 4     | 0     | 0     |
| Sous-total            | Sous-total            | Sous-total            | 39          | 11          | 3           | 9                     | 2                     | -                     | -          | -          | -          | -                              | 5                              | 0                              | 0                              | 1                  | 0                  | 0                  | 54    | 13    | 3     |
| 2011-2012             | İstanbul Başakşehir   | D1                    | 36          | 5           | 9           | 1                     | 0                     | 0                     | -          | -          | -          | -                              | -                              | -                              | -                              | -                  | -                  | -                  | 37    | 5     | 9     |
| 2012-2013             | İstanbul Başakşehir   | D1                    | 28          | 3           | 4           | -                     | -                     | -                     | -          | -          | -          | -                              | -                              | -                              | -                              | 2                  | 0                  | 1                  | 30    | 3     | 5     |
| 2013-2014             | İstanbul Başakşehir   | D2                    | 34          | 10          | 10          | 1                     | 0                     | 0                     | -          | -          | -          | -                              | -                              | -                              | -                              | 9                  | 0                  | 1                  | 44    | 10    | 11    |
| 2014-2015             | İstanbul Başakşehir   | D1                    | 34          | 8           | 2           | 1                     | 0                     | 1                     | -          | -          | -          | -                              | -                              | -                              | -                              | 8                  | 2                  | 0                  | 43    | 10    | 3     |
| 2015-2016             | İstanbul Başakşehir   | D1                    | 34          | 17          | 4           | 5                     | 0                     | 5                     | -          | -          | -          | C3                             | 2                              | 0                              | 0                              | 5                  | 0                  | 0                  | 46    | 17    | 9     |
| 2016-2017             | İstanbul Başakşehir   | D1                    | 34          | 8           | 7           | 6                     | 0                     | 3                     | -          | -          | -          | C3                             | 3                              | 2                              | 0                              | 5                  | 1                  | 1                  | 48    | 11    | 11    |
| 2017-2018             | İstanbul Başakşehir   | D1                    | 33          | 9           | 15          | 1                     | 0                     | 0                     | -          | -          | -          | C1+C3                          | 4+5                            | 2+3                            | 1+0                            | 6                  | 5                  | 2                  | 49    | 19    | 18    |
| 2018-2019             | İstanbul Başakşehir   | D1                    | 34          | 13          | 14          | 2                     | 1                     | 0                     | -          | -          | -          | C3                             | 2                              | 0                              | 0                              | 10                 | 1                  | 3                  | 48    | 15    | 17    |
| 2019-2020             | İstanbul Başakşehir   | D1                    | 33          | 13          | 12          | 2                     | 0                     | 0                     | -          | -          | -          | C1+C3                          | 2+10                           | 0+6                            | 0+1                            | 4                  | 1                  | 0                  | 51    | 20    | 13    |
| 2020-2021             | İstanbul Başakşehir   | D1                    | 26          | 5           | 8           | 1                     | 0                     | 0                     | -          | -          | -          | C1                             | 5                              | 1                              | 2                              | 5                  | 0                  | 1                  | 37    | 6     | 11    |
| 2021-2022             | İstanbul Başakşehir   | D1                    | 18          | 4           | 8           | 1                     | 0                     | 0                     | -          | -          | -          | -                              | -                              | -                              | -                              | -                  | -                  | -                  | 19    | 4     | 8     |
| Sous-total            | Sous-total            | Sous-total            | 344         | 95          | 93          | 21                    | 1                     | 9                     | -          | -          | -          | -                              | 33                             | 14                             | 4                              | 54                 | 10                 | 9                  | 452   | 120   | 115   |
| 2021-2022             | Trabzonspor           | D1                    | 18          | 5           | 4           | 3                     | 1                     | 0                     | -          | -          | -          | -                              | -                              | -                              | -                              | -                  | -                  | -                  | 21    | 6     | 4     |
| 2022-2023             | Trabzonspor           | D1                    | 13          | 2           | 3           | 1                     | 0                     | 0                     | 1          | 0          | 1          | -                              | -                              | -                              | -                              | -                  | -                  | -                  | 15    | 2     | 4     |
| 2023-2024             | Trabzonspor           | D1                    | 37          | 5           | 10          | 7                     | 2                     | 4                     | -          | -          | -          | -                              | -                              | -                              | -                              | -                  | -                  | -                  | 44    | 7     | 14    |
| 2024-2025             | Trabzonspor           | D1                    | 30          | 4           | 6           | 5                     | 2                     | 0                     | -          | -          | -          | C3+C4                          | 3+2                            | 0+0                            | 2+0                            | -                  | -                  | -                  | 40    | 6     | 8     |
| Sous-total            | Sous-total            | Sous-total            | 98          | 16          | 24          | 16                    | 5                     | 4                     | 1          | 0          | 1          | -                              | 5                              | 0                              | 2                              | -                  | -                  | -                  | 120   | 21    | 31    |
| Total sur la carrière | Total sur la carrière | Total sur la carrière | 481         | 122         | 129         | 46                    | 8                     | 13                    | 1          | 0          | 1          | -                              | 43                             | 14                             | 6                              | 55                 | 10                 | 9                  | 626   | 154   | 158   |

### Buts internationaux
| Buts internationaux d'Edin Višća | Buts internationaux d'Edin Višća | Buts internationaux d'Edin Višća                           | Buts internationaux d'Edin Višća | Buts internationaux d'Edin Višća | Buts internationaux d'Edin Višća | Buts internationaux d'Edin Višća  |
| 0                                | Date                             | Lieu                                                       | Adversaire                       | Score                            | Résultats                        | Compétitions                      |
| -------------------------------- | -------------------------------- | ---------------------------------------------------------- | -------------------------------- | -------------------------------- | -------------------------------- | --------------------------------- |
| 1                                | 12 juin 2015                     | Stade Bilino Polje, Zenica, Bosnie-Herzégovine             | Israël                           | 1-1                              | 3-1                              | Éliminatoires Euro 2016           |
| 2                                | 12 juin 2015                     | Stade Bilino Polje, Zenica, Bosnie-Herzégovine             | Israël                           | 3-1                              | 3-1                              | Éliminatoires Euro 2016           |
| 3                                | 25 mars 2017                     | Stade Bilino Polje, Zenica, Bosnie-Herzégovine             | Gibraltar                        | 4-0                              | 5-0                              | Éliminatoires Coupe du monde 2018 |
| 4                                | 31 août 2017                     | GSP Stadium, Nicosie, Chypre                               | Chypre                           | 0-2                              | 3-2                              | Éliminatoires Coupe du monde 2018 |
| 5                                | 7 octobre 2017                   | Stade Grbavica, Sarajevo, Bosnie-Herzégovine               | Belgique                         | 2-1                              | 3-4                              | Éliminatoires Coupe du monde 2018 |
| 6                                | 1er juin 2018                    | Stade de la Coupe du monde de Jeonju, Jeonju, Corée du Sud | Corée du Sud                     | 0-1                              | 1-3                              | Match amical                      |
| 7                                | 1er juin 2018                    | Stade de la Coupe du monde de Jeonju, Jeonju, Corée du Sud | Corée du Sud                     | 1-2                              | 1-3                              | Match amical                      |
| 8                                | 1er juin 2018                    | Stade de la Coupe du monde de Jeonju, Jeonju, Corée du Sud | Corée du Sud                     | 1-3                              | 1-3                              | Match amical                      |
| 9                                | 26 mars 2019                     | Stade Bilino Polje, Zenica, Bosnie-Herzégovine             | Grèce                            | 1-1                              | 2-2                              | Éliminatoires Euro 2020           |
| 10                               | 5 septembre 2019                 | Stade Bilino Polje, Zenica, Bosnie-Herzégovine             | Liechtenstein                    | 4-0                              | 5-0                              | Éliminatoires Euro 2020           |

## Palmarès

### En club
Au FK Željezničar Sarajevo, Višća remporte le Championnat de Bosnie-Herzégovine en 2010 puis la Coupe nationale l'année suivante (en). Durant ses dix ans et demi à l'İstanbul Başakşehir FK, il remporte deux titres nationaux, le Championnat de Turquie D2 en 2014 et le Championnat de Turquie en 2020, premier titre dans l'élite turque du club stambouliote.
| Željezničar Sarajevo (2)                                                                                                | İstanbul Başakşehir (2) | Trabzonspor (2) |
| --- | --- | --- |
| - Championnat de Bosnie-Herzégovine (1) - Champion en 2010. - Coupe de Bosnie-Herzégovine (1) - Vainqueur en 2011 (en). | - Championnat de Turquie D2 (1) - Champion en 2014. - Championnat de Turquie (1) - Champion en 2020. - Vice-champion en 2017 et 2019. - Coupe de Turquie - Finaliste en 2017. | - Championnat de Turquie (1) - Champion en 2022. - Supercoupe de Turquie (1) - Vainqueur en 2022. - Coupe de Turquie - Finaliste en 2025. |

### Distinctions personnelles
- Meilleur footballeur bosnien : 2015[9]
- Meilleur passeur du championnat de Turquie : 2018 (15 passes), 2019 (14 passes) et 2020 (12 passes)
- Meilleur joueur du championnat de Turquie : 2019